# Pamětní lípa v Kopytově
Pamětní lípa v Kopytově se nachází ve vesnici Kopytov, části obce Šunychl, čtvrti města Bohumín v okrese Karviná v Moravskoslezském kraji. Pamětní lípa byla vysazena 30. dubna 2007 a připomíná důležité poválečné „kmotrovství″ (pomoc) středočeského města Čáslav vesnici Kopytov. Slavnostního vysazení se zúčastnili zástupci Čáslavi a Kopytova.

## Historie
Krátce po konci druhé světové války česká města přebírala takzvaná kmotrovství nad obcemi, které byly postiženy válečnými boji (souvislost s tehdejší humanitární iniciativou Budujeme Slezsko). V dubnu 1946 takovou pomoc schválili také v Čáslavi. Kopytov tenkrát od Čáslavi získal částku 110 tisíc korun československých. Po 61 letech se, jako připomínka tohoto poválečného pouta solidarity a poděkování, zasadil strom přátelství - pamětní lípa.
Před lípou se nachází neotesaný kámen s připevněnou pamětní deskou s nápisem:
| „ | PAMĚTNÍ LÍPA OSADĚ KOPYTOV VĚNUJÍ: MĚSTO ČÁSLAV (POVÁLEČNÉ KMOTROVSKÉ MĚSTO) A HASIČI KOPYTOV. 30. 4. 2007 | “ |